# 網膜色素変性症
網膜色素変性症（もうまくしきそへんせいしょう、英: Retinitis pigmentosa: RP、羅: degeneratio pigmentosa retinae）は眼科疾患の一つで、中途失明の3大原因の一つであり、数千人に一人の頻度で起こるとされている。日本の盲学校ではこの病気の生徒が2番目に多い。

## 概要
長い年月をかけて網膜の視細胞が退行変性していき、主に進行性夜盲、視野狭窄（求心性、輪状暗点、地図状暗点、中心暗点）、羞明（しゅうめい）を認める疾患である。進行度合や症状には大きな個人差がある。1996年に厚生省から難病指定(指定難病90)を受ける。成人中途失明原因3位と言われていたが、正確には成人中途視覚障害原因3位というのが正しい。様々な治療法が研究されており、現時点では点眼での網膜神経保護、遺伝子治療、網膜幹細胞移植、人工網膜などの研究が全世界で行われているものの、根本的な治療法が見つかっていない。治療法の確立を目指す全国組織として、患者、支援者、学術研究者が参加する日本網膜色素変性症協会（JRPS）がある。

## 原因
遺伝性疾患であるが、孤発例も多く見られる。本疾患の遺伝形式には、常染色体顕性遺伝(優性遺伝)、常染色体潜性遺伝(劣性遺伝)、X連鎖性遺伝(X染色体劣性遺伝)の3つのタイプがある。

## 統計
4000～8000人に1人の割合で発症する。国内には約5万人、世界では150万人以上の患者がいると言われている。

## 症状
初期には夜盲を自覚することが多い。網膜の視細胞には杆体細胞と錐体細胞の二種類があり、この内暗い所でのものの見え方を担うのが杆体細胞で、1つの眼に1億個あり、眼底全体に広がっているが、もう一つの錐体細胞は眼底の中心部分・黄斑部に集中して存在し、その数は600万個程であり、数の多さと範囲の広さで杆体細胞が勝っている為に、確率的に先ず杆体細胞が錐体細胞より衰え易い為だと考えられる。
夜盲の後には徐々に視野狭窄を示す（外を歩いていると急に視界に人が飛び込んでくる、人混みで人によくぶつかる、落としたものを探すのに時間がかかる、など）。
羞明（しゅうめい）に対しては、遮眼鏡（紫外線や網膜に有害とされる青色光線をカットするもの）で対応する。
網膜の中心にある黄斑部に病変が及ぶまでには、長い期間を有するため、末期まで視力が維持されることが多い。一般的には進行は極めて緩徐である。

### 失明に関して
同じ病名でも症状や進行速度に大きな差があるのがこの疾患の特徴であり、医師も患者の状況に応じてアドバイスする必要がある。いずれは失明に至るという表現を見かけるが、これは間違いであり、初発年齢、進行スピードなどにより生涯のQOL（クオリティ・オブ・ライフ）に大きな違いが出てくる。幼少時に既に視力低下などをきたしている場合は30、40代で失明する例もあるが、高齢になるまで視力を保っている例もある。発症から40年間位までは約60%が視力0.2以上を保っている。長い経過の後、社会的失明（視力0.1以下）になる例は多いが、医学的失明（暗黒）になる例は少ない（アメリカのある統計によると0.5%）。千葉大学では256人に1人と公表している。

## 合併症
後嚢下白内障、黄斑浮腫等。白内障は比較的早い段階から発症する。黄斑浮腫は点眼液や内服などで対応する。白内障には通常の手術が適用される。
感音性難聴を伴うアッシャー症候群も少なくない。

## 検査
眼底検査にて、網膜に特徴的な骨小体様色素沈着、網膜血管狭窄を認める。無色素性網膜色素変性症も存在し、一概に骨小体様色素沈着があるとは限らない。
視野は輪状暗点・求心性視野狭窄を認める。
網膜電図（electroretinography：ERG）のflash ERGにてnon-recordableを示す。
上記三点および夜盲症があれば、ほぼ診断がつけられる。

## 治療実績
2022年10月、神戸アイセンター病院の研究チームが「網膜色素変性症」の複数の患者にiPS細胞から作ったシート状の「視細胞」を移植し、正常な定着を確認したと発表した。移植1年後に拒絶反応は確認できず、また別の症例では目の機能の改善も確認している。

## 作中で網膜色素変性症が扱われる作品
- 藏 - 宮尾登美子による長編小説
- 少女ファイト - 日本橋ヨヲコによる漫画作品
- あぶさん - 水島新司2巻、同期入団の大伴旭がこの原因で引退
- So long ! - 第2夜、日本テレビ系列のドラマ

## 網膜色素変性症に罹患した著名人
- 黒崎眞弥 - ミュージシャン（己龍）
- 藤圭子 - 演歌歌手
- 嶋津雄大 - 創価大学駅伝部出身でGMOアスリーツ所属の長距離ランナー。第96回箱根駅伝（2020年）の10区で区間新記録（当時）を樹立し、第98回箱根駅伝（2022年）の4区で区間賞を獲得した。